# Nafta (material)

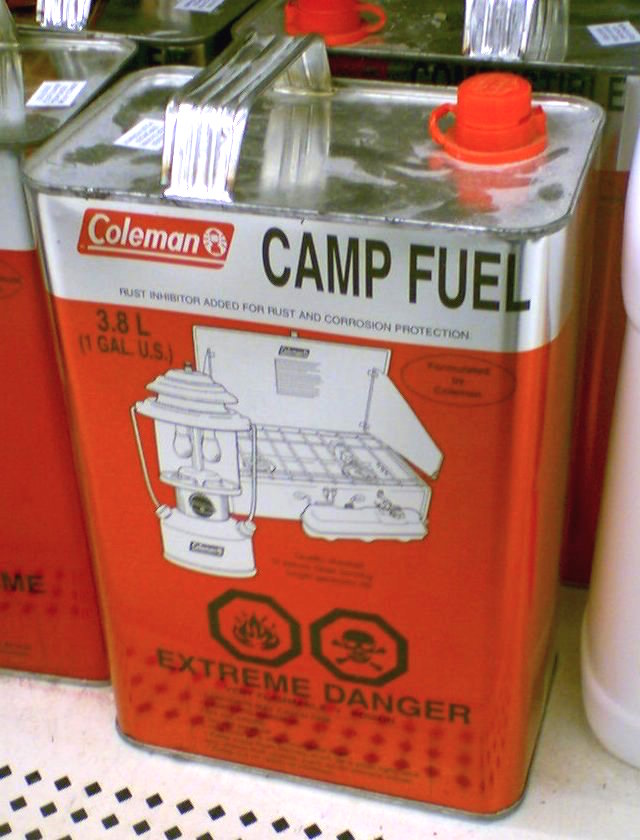
Coleman Camp Fuel, també conegut com a white gas, és un combustible de nafta emprat en molts quinqués i fogons

La nafta és una barreja d'hidrocarburs. És un líquid volàtil, incolor i inflamable que s'obté de la destil·lació del petroli, del quitrà o de la fusta. L'origen de la paraula Nafta és confús. És una paraula grega antiga que s'utilitzava per referir-se a qualsevol classe de petroli o brea. Els grecs mateixos prengueren en préstec la paraula del persa antic, nafata, naft o neft, que s'utilitzava per descriure el petroli que borbollejava del terra. Nafta també es pot haver originat a partir dels texts vèdics hindús i l'Avesta zoroàstric, on apareix Apam Napat, déu del foc.
Nafta és l'arrel de les paraules naftalè i napalm, el qual s'obté barrejant la nafta sota condicions controlades amb sals d'alumini d'àcid palmític (un tipus de sabó).
En l'ús més vell, nafta simplement significava petroli cru o gasolina, però aquest ús és ara obscur.

## Descobriment de la nafta
En el 1833, un professor alemany de química anomenat Eilhard Mitscherlich va descobrir que la benzina era una substància molt adequada per fer la funció de combustible. El combustible va passar a anomenar-se nafta.

## Salut i consideracions de seguretat
Hi ha naftes que poden ser cancerígenes, i freqüentment els productes venuts com a nafta contenen algunes impureses, les quals també poden tenir propietats nocives pel seu compte. Com a molts productes formats per hidrocarburs, les naftes s'obtenen en un procés refractari on una mescla complexa de composts químics es transformen en una altra gamma de productes químics, i llavors es classifiquen i aïllen principalment pel seu pes específic i volatilitat, per la qual cosa no hi ha una composició química clara definida en cada producte. Això fa molt difícils les comparacions rigoroses i la identificació de substàncies carcinògenes específiques, especialment en el món modern on diàriament hi ha una exposició a un gran nombre de substàncies químiques, moltes de les quals són a més carcinògenes coneguts i potencials, la qual cosa encara complica més l'anàlisi.

## Producció de nafta a les refineries
La nafta s'obté a les refineries de petroli com un dels productes intermedis de la destil·lació del cru. És un intermediari líquid entre els gasos lleugers del cru i el querosè líquid més pesat. Les naftes són volàtils, inflamables i tenen un pes específic d'aproximadament 0,7. Nafta és un nom genèric que descriu una gamma de diversos productes intermedis de la refineria emprats en una varietat d'aplicacions. Per a complicar encara més la qüestió, tipus de nafta similars s'anomenen sovint amb diferents noms.

## Tipus
Les diferents naftes es distingeixen per:
- Densitat (g/ml o pes específic)
- Anàlisi PONA, PIONA o PIANO, que mesuren (normalment en percentatge en volum però també pot ser en percentatge de pes)els següents paràmetres:
  - Contingut de parafina (percentatge de volum)
  - Contingut isoparafines (només en una anàlisi de PIONA)
  - Contingut d'olefines (percentatge en volum)
  - Contingut naftens (percentatge en volum)
  - Contingut aromàtics (percentatge en volum)

En general, les naftes menys denses ("lleugeres") tenen un contingut en parafines més alt. Per això també se les coneix com a naftes parafiníques. L'ús principal d'aquests naftes és com a matèria primera en la producció petroquímica d'olefines.